# 전국산업별노동조합연합
전국산업별노동조합연합(일본어: 全国産業別労働組合連合 젠코쿠산교베츠로도쿠미아이렌고[*])은 과거 일본에 존재했던 노총이다. 약칭은 신산별(新産別) 또는 산별연합(産別連合).
1946년 결성된 좌파 노총인 전일본산업별노동조합회의(산별회의)는 결과적으로 공산당계가 지배하게 되었다. 이에 반발한 비공산 좌파들은 1949년 산별민주화동맹(산별민동)을 결성해 이탈했다. 같은 해 12월 산별민동이 명칭을 전국산업별노동조합연합(산별연합)으로 변경했다. 1950년 일본노동조합총평의회(총평)이 결성되자 이에 참여하였으나, 회비 체납으로 인한 권리정지 처분에 반발하여 1954년 탈퇴했다. 이후 신산별은 노동운동에서 독자노선을 걷게 되었다.
그러나 그 이후로 조직확대가 별로 진척이 없었고, 산하 조합원도 금속화학 등 일부 산업분야로 한정되어 있었다. 1980년대 노총통일 때 전일본민간노동조합협의회(전민노협) 결성에 앞서 중립노동조합연락회의(중립노련)과 전국노동조합총연합(총연합)을 결성하는 등 노총 단일화 운동에 적극 참여했다. 1989년 결성될 일본노동조합총연합회(연합)에 참여하기 위해 1988년 해산되었다.

## 가맹 조직
- 전국기계금속노동조합(전기금): 총평계의 전국금속노동조합(전국금속)과 통합하여 전국금속기계노동조합(금속기계)를 거쳐 연합 성립 후인 1999년 JAM으로 통합됨.
- 신산별전화학산업노동조합연합(신화학): 연합 성립 후인 2002년 JEC연합에 통합됨.
- 신산별운전자노동조합(신운전): 연합 성립 이후 노공노련이 된다.
- 전국산업별노동조합연합 케이지지방연합회(신산별 케이지지련): 원래 신산별의 지방조직 취급이었으나 금속산업 노동조합이 다수를 차지해서 연합 결성 이후 금속기계 결성에 참여했다. 그 뒤에는 JAM으로 다 통합되었다.
- 전국철시설노동조합(전시노): 옵저버 가맹하였다.